# 어떤가요 (라디오 프로그램)
《이봉규의 어떤가요》는 CBS의 라디오 채널 CBS 표준FM(수도권 FM 98.1㎒(수원 경기 남부 중계소 100.7㎒), 포항 FM 91.5㎒, 대전광역시 FM 91.7㎒(홍성 중계소 99.3㎒), 청주 FM 91.5㎒(충주 중계소 99.3㎒), 경상북도, 동해안 FM 91.5㎒, 울산광역시 FM 100.3㎒, 경상남도 FM 106.9㎒(진주 중계소 94.1㎒), 전라남도 동부 지역 FM 102.1㎒(순천 중계소 FM 89.5㎒), 제주 FM 93.3㎒(서귀포 중계소,어음 중계소 FM 90.9㎒)에서 매일 일부 지역 자체 방송으로 월요일부터 토요일 오후 2시 5분부터 오후 4시까지 방송되는 대중음악 전문 라디오 프로그램이다. 2020년 6월 14일까지 방송되었던 이전 프로그램인 《오후의 향기》의 후속으로 첫방송되었다.

## 멘트
- 잠들어있던 음악 세포들이 깨어난다! 가슴이 뛰는 슈퍼 사운드! 신개념 라디오 카세트 플레이어, 이봉규의 어떤가요 플스테레오 녹음도 OK! 자동왕복 오토리버스 가능 이제 라디오에서 나오는 노래는 조용히 듣지 말고 소리높여 따라불러보세요 이봉규의 어떤가요, 지금부터 Play! 재생합니다. 오늘 A면 첫번째 노래는 이곡, 어떤가요? (오프닝 멘트) 봉팔님들, 내일 또 올건가요? 봉팔님들, 월요일도 올건가요?

## 지역 프로그램
- 2020년 6월 15일 첫방 당시부터 2022년 3월 1일까지는 평일에 한해 전국방송 , 일요일(주일)의 경우는 일부 지역 자체 방송 및 JOY4U에서 방송된 찬양 음악 프로그램 등을 방송했으나[1], 2022년 3월 2일부터 이제는 매일 강원특별자치도, 대구광역시 및 경상북도 일부 (포항, 경북 동해안 제외), 부산광역시[2] , 광주광역시, 전라북도의 경우 매일 CBS JOY4U에서 지연송출방송되는 김은영의 축복송이 대체되어 이제는 일부 지역에서 라디오로 더 이상 이봉규의 어떤가요를 청취할 수 없게 되지만 대신 CBS 인터넷 라디오 레인보우로 청취할 수 있다.
- 제주특별자치도 지역의 경우 2022년 3월 2일부터 9월 25일까지 CBS JOY4U에서 지연송출방송되는 송정미의 축복송으로 대체되어 라디오로 청취할 수 없었으나, 2022년 9월 26일부터 이후 6개월 만에 가을 개편으로 제주특별자치도에서 라디오로 이봉규의 어떤가요를 청취할 수 있다.
- 경상남도 지역의 경우 2024년 7월 8일부터 11월 2일까지 CBS JOY4U에서 지연송출방송되는 김은영의 축복송으로 대체되어 라디오로 청취할 수 없었으나, 2024년 11월 4일부터 이후 4개월 만에 부분 개편으로 경상남도 지역에서 라디오로 이봉규의 어떤가요를 청취할 수 있다.
- 충청북도 지역의 경우 2023년 10월 30일부터 2024년 12월 31일까지 CBS JOY4U에서 지연송출방송되는 김은영의 축복송으로 대체되어 라디오로 청취할 수 없었으나, 2025년 1월 1일 을사년 새해부터 이후 1년 반 만에 부분 개편으로 충청북도 지역에서 라디오로 이봉규의 어떤가요를 청취 할 수 있다.
- 전라남도 동부 지역의 경우 2022년 3월 2일부터 2025년 5월 3일까지 CBS JOY4U에서 지연송출방송되는 김은영의 축복송으로 대체되어 라디오로 청취할 수 없었으나, 2025년 5월 5일부터 이후 3년 만에 부분 개편으로 전라남도 동부 지역에서 라디오로 이봉규의 어떤가요를 청취 할 수 있다.
- 하지만 일요일(주일)의 경우 2022년 10월 2일부터 CBS JOY4U에서 지연송출방송되는 김은영의 축복송으로 대체되고 이 프로그램은 청취할 수 없다.

## 같이 보기
- 대중음악